# Desigualdad de Chebyshov
En probabilidad, la desigualdad de Chebyshov (también escrito de Chebychev) es un resultado que ofrece una cota inferior a la probabilidad de que el valor de una variable aleatoria con varianza finita esté a una cierta distancia de su esperanza matemática. La desigualdad recibe su nombre del matemático ruso Pafnuti Chebyshov.
En la literatura, a este tipo de desigualdades, cuya característica es la comparación de la probabilidad de la cola de la distribución y su valor esperado, se le conoce como desigualdades tipo Chebyshov.
Estas desigualdades son la herramienta básica para demostrar resultados como la ley de los grandes números, entre otros. Además de que tienen aplicaciones en estadística, así como en otras áreas de las matemáticas y en ramas de la física como la física estadística.

## Historia
El teorema se llama así por el matemático ruso Pafnuty Chebyshev, a pesar de que fue formulada por primera vez por Irénée-Jules Bienaymé.: 98  El teorema fue enunciado primero sin pruebas por Bienaymé en 1853 y posteriormente probado por Chebyshev en 1867. Su estudiante  Andrey Markov proporcionó otra prueba más en 1884 en su tesis doctoral.

## Formulación
Sea {\displaystyle X} una variable aleatoria no negativa y una función {\displaystyle f:\mathbb {R} \longrightarrow \mathbb {R} _{+}} creciente tal que {\displaystyle \mathbb {E} \left[f\left(X\right)\right]<+\infty }. Entonces {\displaystyle \forall a\in \mathbb {R} } se da la desigualdad siguiente:

{\displaystyle f\left(a\right)\cdot \mathbb {P} \left(X\geq a\right)\leq \mathbb {E} \left[f\left(X\right)\right]}

### Casos particulares de la desigualdad
Algunas formulaciones menos generales que se desprenden de la primera son las siguientes:
- Sea {\displaystyle X} variable aleatoria con momento de orden {\displaystyle k} finito, entonces

{\displaystyle \mathbb {P} \left(X\geq a\right)\leq {\frac {\mathbb {E} \left[\left|X\right|^{k}\right]}{a^{k}}}}
siendo {\displaystyle a>0} y {\displaystyle f\left(X\right)=\left|X\right|^{k}} .
- Sea {\displaystyle X} con momento centrado de orden {\displaystyle 2} finito, entonces

{\displaystyle \mathbb {P} \left(\left|X-\mathbb {E} \left(X\right)\right|\geq a\right)\leq {\frac {\mathrm {var} \left(X\right)}{a^{2}}}}
siendo {\displaystyle Y=\left|X-\mathbb {E} \left(X\right)\right|}, {\displaystyle f\left(Y\right)=Y^{2}}, y {\displaystyle \mathbb {E} \left(Y^{2}\right)=E\left(\left|X-\mathbb {E} \left(X\right)\right|^{2}\right)=\mathrm {var} (X)} .
- Sea {\displaystyle X} variable aleatoria de media {\displaystyle \mu } y varianza finita {\displaystyle \sigma ^{2}}, entonces, para todo número real {\displaystyle a>0},

{\displaystyle \mathbb {P} (\left|X-\mu \right|>a\sigma )\leq {\frac {1}{a^{2}}}.}
Sólo en caso de que  {\displaystyle a>1} la desigualdad proporcionan una cota no trivial.

## Tabla
| a   | Mín. % dentro de a desviaciones estándar de la media | Máx. % fuera de a desviaciones estándar de la media |
| --- | ---------------------------------------------------- | --------------------------------------------------- |
| 1   | 0%                                                   | 100%                                                |
| √2  | 50%                                                  | 50%                                                 |
| 1.5 | 55.56%                                               | 44.44%                                              |
| 2   | 75%                                                  | 25%                                                 |
| 3   | 88.8889%                                             | 11.1111%                                            |
| 4   | 93.75%                                               | 6.25%                                               |
| 5   | 96%                                                  | 4%                                                  |
| 6   | 97.2222%                                             | 2.7778%                                             |
| 7   | 97.9592%                                             | 2.0408%                                             |
| 8   | 98.4375%                                             | 1.5625%                                             |
| 9   | 98.7654%                                             | 1.2346%                                             |
| 10  | 99%                                                  | 1%                                                  |

## Ejemplos
Para ilustrar este resultado, supongamos que los artículos de Wikipedia tienen una extensión media de 1000 caracteres y una desviación típica de 200 caracteres. De la desigualdad de Chebyshov, usando {\displaystyle a=2}, se deduce que al menos el 75% de los artículos tendrán una extensión comprendida entre 600 y 1400 caracteres.
Otra consecuencia del teorema es que para cada distribución de media μ y desviación típica finita σ, al menos la mitad de sus valores se concentrarán en el intervalo {\displaystyle (\mu -{\sqrt {2}}\sigma ,\mu +{\sqrt {2}}\sigma )}.

## Demostración
Debido a que por hipótesis {\displaystyle f} es creciente, se cumple que:
{\displaystyle f\left(a\right)\cdot 1_{\left\lbrace X\geq a\right\rbrace }\leq f\left(X\right)}
{\displaystyle f\left(a\right)\cdot 1_{\left\lbrace X\geq a\right\rbrace }=\left\lbrace {\begin{array}{cl}f\left(a\right)&{\text{si}}\,\,X\geq a\\0&{\text{si}}\,\,X<a\end{array}}\right.}
Si {\displaystyle X} es continua se tiene,

{\displaystyle \mathbb {E} \left(f\left(a\right)\cdot 1_{\left\lbrace X\geq a\right\rbrace }\right)=f(a)\int _{a}^{\infty }f(x)dx=f\left(a\right)\cdot \mathbb {P} \left(X\geq a\right)}

y de ser discontinua se razonaría análogamente, llegando a la misma conclusión. Si ahora se aplica el funcional esperanza a los dos lados de la primera desigualdad, se habrá demostrado el resultado.

### Demostración del tercer caso particular
Para demostrar la desigualdad se parte de la variable aleatoria auxiliar {\displaystyle Y} definida así:

{\displaystyle Y=\left\{{\begin{array}{ll}0&\mathrm {si\ } |X-\mu |\leq a\sigma \\1&\mathrm {si\ } |X-\mu |>a\sigma \\\end{array}}\right.}

Entonces, trivialmente,

{\displaystyle a\sigma Y\leq \left|X-\mu \right|}

y por lo tanto,

{\displaystyle a^{2}\sigma ^{2}Y^{2}\leq \left(X-\mu \right)^{2}.}

Tomando esperanzas en ambos miembros se obtiene

{\displaystyle a^{2}\sigma ^{2}\mathbb {E} \left[Y^{2}\right]\leq \mathbb {E} [\left(X-\mu \right)^{2}]=\sigma ^{2},}

por lo que

{\displaystyle \mathbb {E} \left[Y^{2}\right]\leq {\frac {1}{a^{2}}}.}

Pero, a su vez, dado que {\displaystyle Y} sólo puede ser 0 o 1,

{\displaystyle \mathbb {E} \left[Y^{2}\right]=\mathbb {P} (Y=1)=\mathbb {P} (\left|X-\mu \right|>a\sigma ),}

lo que prueba el resultado.